# Окраинная улица (Санкт-Петербург)
Окра́инная улица — улица в историческом районе Ржевка Красногвардейского административного района Санкт-Петербурга. Проходит от Рябовского шоссе за Всеволожскую линию Октябрьской железной дороги до Ново-Ковалёва.

## История названия

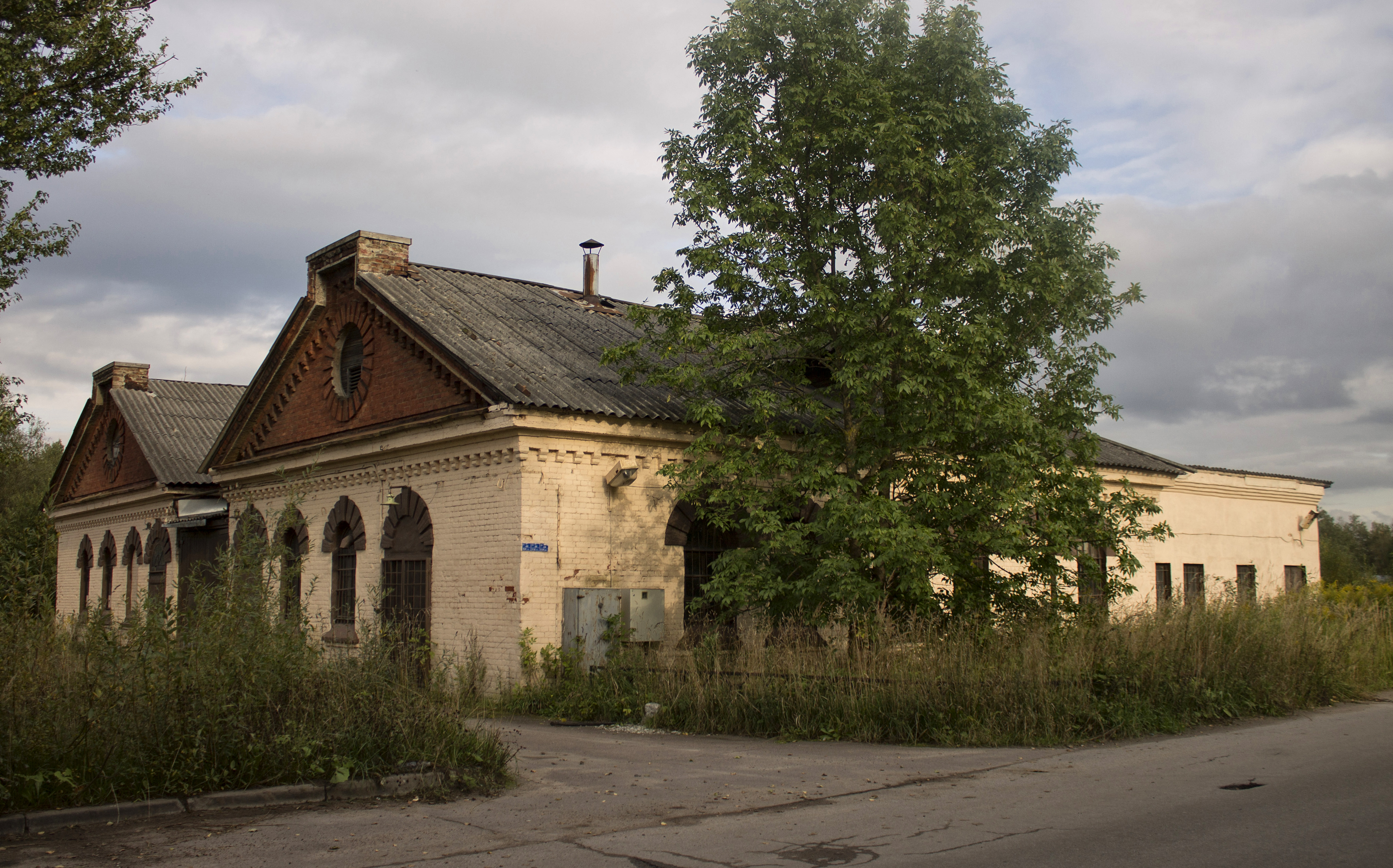
Дом 4

До 1958 года этот проезд в 1-м Рабочем Посёлке на Ржевке не имел названия. 14 августа 1958 года он стал Окраинной улицей. В постановлении указывалось, что он назван так «в связи с прохождением улицы по границе селитебной территории».

## Транспорт
Ближайшая к Окраинной улице станция метро — «Ладожская» 4-й (Правобережной) линии.